# Дуг мору (2. сезона)
Друга сезона телевизијске серије Дуг мору емитована је током јесени 2021. године на каналима Суперстар ТВ и Б92. Друга сезона се састоји од 13 епизода.

## Радња
Основни заплет у 2 сезони носи Олга. Око ње се плете радња, откривају се тајне, развијају мистични елементи и проналазе рационална решења.
Она је иницијатор радње и промена и рођена предодређена да мења свет или ће, за разлику од родитеља, успети да промени себе.
На путу ка вишем циљу, пратимо низ непријатних ситуација и у том пратимо причу око две огрлице и камена.
Олга враћа огрлицу Рњи, којем припада. Две огрлице заједно са каменом решиће део мистерије, а људи ће покушати да поставе односе и животе на исправан начин.
У новим епизодама сазнајемо ко је Рњов отац и зашто му се убила мајка, коју кривицу носи Анђа већ 15 година и какву ће жртву морати да поднесе, како Ренко одлучује да одрасте, на који начин Поп добија шансу за нови живот, да ли ће Јелена издржати затворску казну уместо Светлане и хоће ли и даље бити жртва мужа Моме.
Такође, пратимо зашто Светлана мисли да је све повезано, шта Професор открива Олги и која је снага две огрлице и камена, због које тајне је убијен Маришкин муж Микан, у које све верзије легенди верују мештани и кога ће Бота извући из мора.

## Епизоде
| Бр. еп. (укупно) | Бр. еп. (у сезони) | Наслов        | Редитељ           | Сценариста                                                              | Премијера           |
| ---------------- | ------------------ | ------------- | ----------------- | ----------------------------------------------------------------------- | ------------------- |
| 12               | 1                  | Прослава      | Горчин Стојановић | Стеван Копривица, Бојана Маљевић, Маја Тодоровић, Милица Константиновић | 3. септембар 2021.  |
| 13               | 2                  | Штрига        | Горчин Стојановић | Стеван Копривица, Бојана Маљевић, Маја Тодоровић, Милица Константиновић | 10. септембар 2021. |
| 14               | 3                  | Синхроницитет | Горчин Стојановић | Стеван Копривица, Бојана Маљевић, Маја Тодоровић, Милица Константиновић | 17. септембар 2021. |
| 15               | 4                  | Опроштај      | Горчин Стојановић | Стеван Копривица, Бојана Маљевић, Маја Тодоровић, Милица Константиновић | 26. септембар 2021. |
| 16               | 5                  | Флешбек       | Горчин Стојановић | Стеван Копривица, Бојана Маљевић, Маја Тодоровић, Милица Константиновић | 1. октобар 2021.    |
| 17               | 6                  | Ритуал        | Горчин Стојановић | Стеван Копривица, Бојана Маљевић, Маја Тодоровић, Милица Константиновић | 8. октобар 2021.    |
| 18               | 7                  | Визије        | Горчин Стојановић | Стеван Копривица, Бојана Маљевић, Маја Тодоровић, Милица Константиновић | 15. октобар 2021.   |
| 19               | 8                  | Немило мјесто | Горчин Стојановић | Стеван Копривица, Бојана Маљевић, Маја Тодоровић, Милица Константиновић | 22. октобар 2021.   |
| 20               | 9                  | Златни дан    | Горчин Стојановић | Стеван Копривица, Бојана Маљевић, Маја Тодоровић, Милица Константиновић | 29. октобар 2021.   |
| 21               | 10                 | Ведогоња      | Горчин Стојановић | Стеван Копривица, Бојана Маљевић, Маја Тодоровић, Милица Константиновић | 5. новембар 2021.   |
| 22               | 11                 | Три елемента  | Горчин Стојановић | Стеван Копривица, Бојана Маљевић, Маја Тодоровић, Милица Константиновић | 12. новембар 2021.  |
| 23               | 12                 | Докази        | Горчин Стојановић | Стеван Копривица, Бојана Маљевић, Маја Тодоровић, Милица Константиновић | 19. новембар 2021.  |
| 24               | 13                 | Фортица       | Горчин Стојановић | Стеван Копривица, Бојана Маљевић, Маја Тодоровић, Милица Константиновић | 26. новембар 2021.  |